# إريك هولمبرغ
إريك هولمبرغ (بالسويدية: Erik Holmberg)‏ ‏ (1908-2000) هوَ عالم فلك وكونيات سويدي، اشتهر بأعماله الخاصة بآثار التفاعلات المجرية، حيثُ أظهرت أبحاثه أنَّ المجرات التي تقترب من بعضها البَعض تتحد لتكون مَجرة أكبر.

## حياته
وُلدَ إريك في 13 نوفمبر 1908 في سكيلينغاريد في السويد، ووالدهَ هوَ مالكولم هولمبرغ ووالدته هيَ آنا هولمبرغ. في عام 1947 تَزوجَ مِن مارثا أسدهل، ولديه ابنة وحيدة اسمها أوسا مولودة في عام 1953. تُوفيَ إريك في 1 فبراير 2000 في غوتنبرغ في السويد.

## أعماله العلمية
في عام 1941 نَشر إريك أعماله حول التجارب الخاصة بدراسة آثار التفاعلات المجرية. من أجل أن يُحاكي التأثير، قامَ إريك بإنشاء مجموعة مكونة من 37 مِصباح، وباستعماله للخلايا الضوئية قامَ بقياس قُوة محاكاة الجاذبية، كما ذكرَ أنهُ مع مرور الوَقت فإنَّ المجرات تقترب من بعضها البَعض. في تجربة لاحقة لَه استنتج أنَّ المجرات الإهليلجية بشكلٍ عام تُعتبر أقدم من المجرات الحلزونية.